# Fulgêncio Ferrando
Fulgêncio Ferrando (em latim: Fulgentius Ferrandus) foi um canonista e teólogo da igreja da África na primeira metade do século VI.

## Biografia
Fulgêncio foi diácono em Cartago e provavelmente acompanhou seu mestre e patrono, Fulgêncio de Ruspe, no exílio na Sardenha quando os bispos da igreja da África foram banidas de suas sés pelo rei vândalo Trasamundo, que era um ariano. Depois da morte dele e a ascensão de Hilderico em 523, os exilados receberam permissão para voltar e Fulgêncio, apesar de ser um mero diácono, logo conseguiu uma posição de grande importância na igreja africana. Ele era frequentemente consultado sobre complexos problemas teológicos da época e era conhecido por ser um dos mais firmes campeões da ortodoxia no cristianismo ocidental.
Embora não desejasse, foi forçado a tomar parte na controvérsia da condenação dos "Três Capítulos" pelo imperador bizantino Justiniano. A pedido do papa Vigílio, os diáconos romanos Pelágio e Anatólio submeteram questão envolvendo a censura do imperador às obras de Teodoro de Mopsuéstia, Teodoreto e Ibas de Edessa (os "três capítulos") aos irmãos de Cartago pedindo-lhes que, em paralelo, apresentassem a questão aos bispos africanos. Ferrando imediatamente declarou-se de forma bastante enfática contra ceder aos esquemas do imperador. 
Sua decisão foi apoiada pelo arcebispo de Cartago, e foi depois ratificada por um concílio de bispos africanos presidido por ele, no qual se concordou em se cortar todas as relações com o papa. Ferrando morreu logo depois e antes que o Segundo Concílio de Constantinopla se reunisse em 553.

## Obras
Suas obras são principalmente de caráter doutrinário. Ele defendia as doutrinas trinitárias contra os arianos e, além disso, tratou da questão das duas naturezas em Cristo (veja monofisismo), do batismo e da Eucaristia. Ele compôs "Breviatio Canonum Ecclesiasticorum", obra na qual sumarizou duzentos e trinta e dois cânones com os ensinamentos dos primeiros concílios sobre a vida dos bispos, padres e outros clérigos, além da conduta a ser observada em relação aos judeus, pagãos e hereges.
Ferrando também escreveu, a pedido do conde Regino (que era provavelmente um governador militar no norte da África) um tratado sobre o governo cristão sobre a vida para soldados na qual ele apresenta sete regras, que ele explica e apresenta evidências de sua própria piedade e sabedoria prática.